# Infiltraat
Een infiltraat is in de geneeskunde een plaats waar zich cellen uit het immuunsysteem tussen de normale weefselcellen hebben genesteld. Vaak betreft het lymfocyten maar ook andere typen witte bloedcellen kunnen hierbij betrokken zijn. Macroscopisch is een infiltraat te herkennen aan zwelling en soms roodheid, maar dit kan ook optreden als er alleen oedeem bestaat zonder infiltraat. 
In de chirurgie spreekt men van een infiltraat, wanneer het vrije deel van het buikvlies (het omentum majus) zich met de darmen beschermend om een ontstoken orgaan, zoals de appendix of de galblaas heen legt, en zo een massa in de buik vormen, waar je tijdelijk operatief niet aan moet komen.
Ook bij abcessen op het lichaam wordt er altijd een infiltraat gevonden/gezien.
Dat komt doordat er bij een abces een ontstekingsproces aan de gang is, en het lichaam zelf de ontsteking probeert in te kapselen.